# SheiKra
SheiKra sont des méga montagnes russes de type machine plongeante sans sol du parc Busch Gardens Tampa, en Floride, aux États-Unis. Elles ont été construites par Bolliger & Mabillard et c'est la première machine plongeante en Amérique. SheiKra a ouvert en 2005 et a été converti en montagnes russes sans sol deux ans plus tard. Le nom de l'attraction vient de l'épervier shikra, une sorte d'aigle africain connue pour plonger sur ses proies.

## Parcours
Après avoir quitté la gare, les passagers montent le lift hill haut de 61 mètres et incliné à 47 degrés. Le train fait ensuite un virage en U vers la droite et va dans des freins qui retiennent le train au-dessus de la descente verticale pendant environ six secondes avant de le lâcher. Le train fait la première descente et va dans un looping Immelmann haut de 44,2 mètres. Ensuite, le train fait un virage montant vers la gauche et arrive dans les freins de mi-parcours avant la deuxième descente, inclinée à 81 degrés et haute de 42,1 mètres. Le train passe dans un tunnel au bas de la descente et fait un virage large vers la gauche avant de descendre et de faire un splashdown dans l'eau, ce qui ralentit le train. Il y a une hélice finale vers la droite qui mène dans les freins finaux.
SheiKra est la première machine plongeante avec une première descente complètement verticale. Les deux premières attractions de ce type, Oblivion et Diving Machine G5, ont des premières descentes inclinées à 87 et 87,5 degrés. SheiKra est aussi la première machine plongeante à faire une inversion.

## Conversion en montagnes russes sans sol
L'attraction a été fermée du 29 mai au 16 juin 2007 pour la conversion. Pendant les dernières semaines avant la conversion, le sol descendant a été installé dans la gare. L'installation a eu lieu la nuit, et l'attraction fonctionnait normalement la journée. Pendant la fermeture, les trains ont été transformés en trains sans sol. Des éléments des anciens trains ont été réutilisés. Les roues, les sièges et les harnais ont été enlevés et réinstallés sur les châssis sans sol. Les nouveaux programmes ont été installés dans le système informatique de l'attraction, des tests ont été faits pour s'assurer que le système de sécurité fonctionne bien, les employés ont été entraînés au nouveau fonctionnement de l'attraction et ont appris ce qu'il fallait faire si le train s'arrêtait et qu'il fallait évacuer les passagers. L'attraction a rouvert le 16 juin 2007

## Trains
SheiKra a 3 wagons par train. Les passagers sont placés à 8 de front par wagon pour un total de 24 passagers par train.

## Classements
| Rang | 28 | 13 | 16 | 19 | 18 | 19 | 22 |

| Rang | 10 | 11 | 11 | 11 | 24 | 23 |

## Galerie

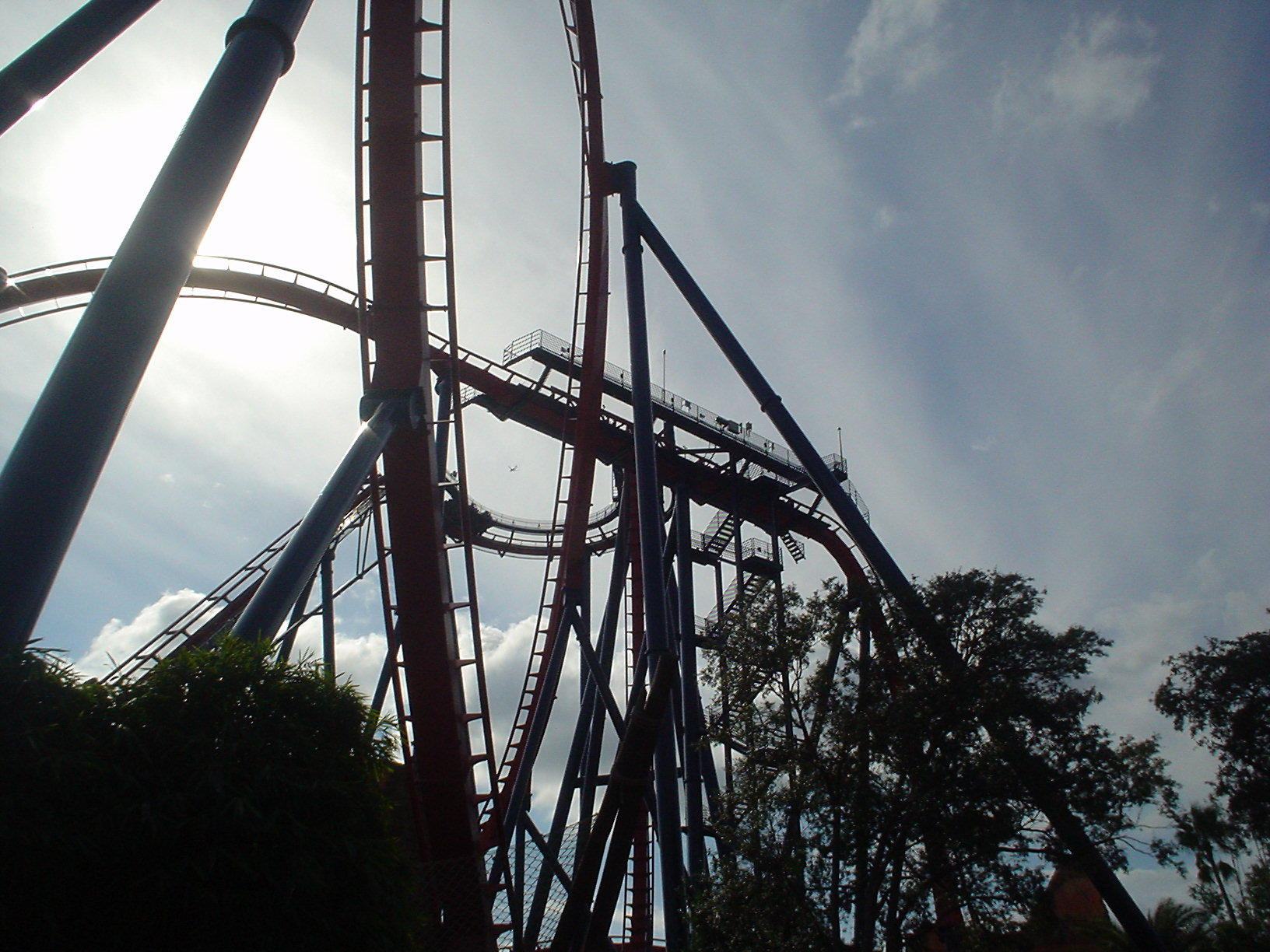
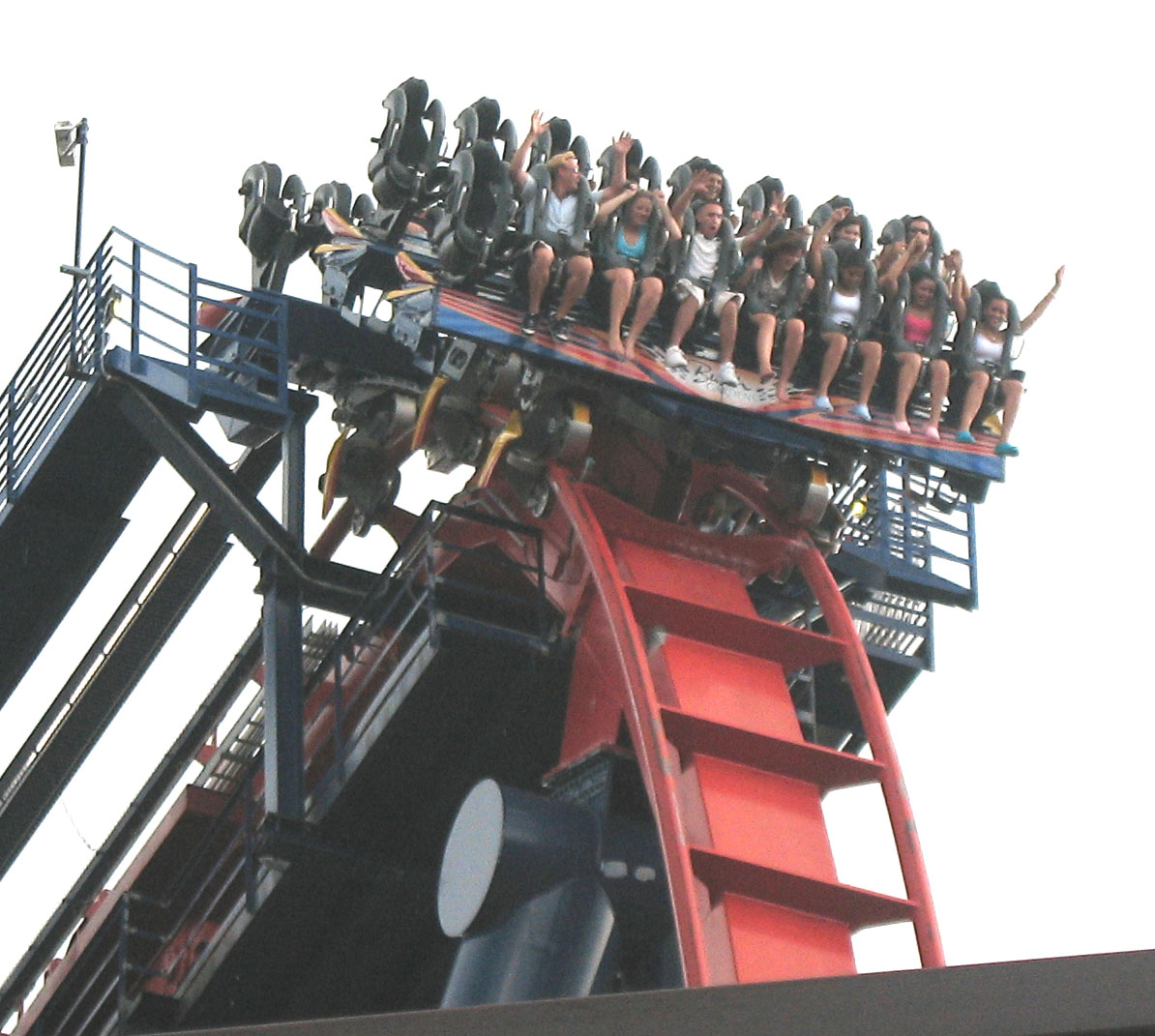
Le sommet.
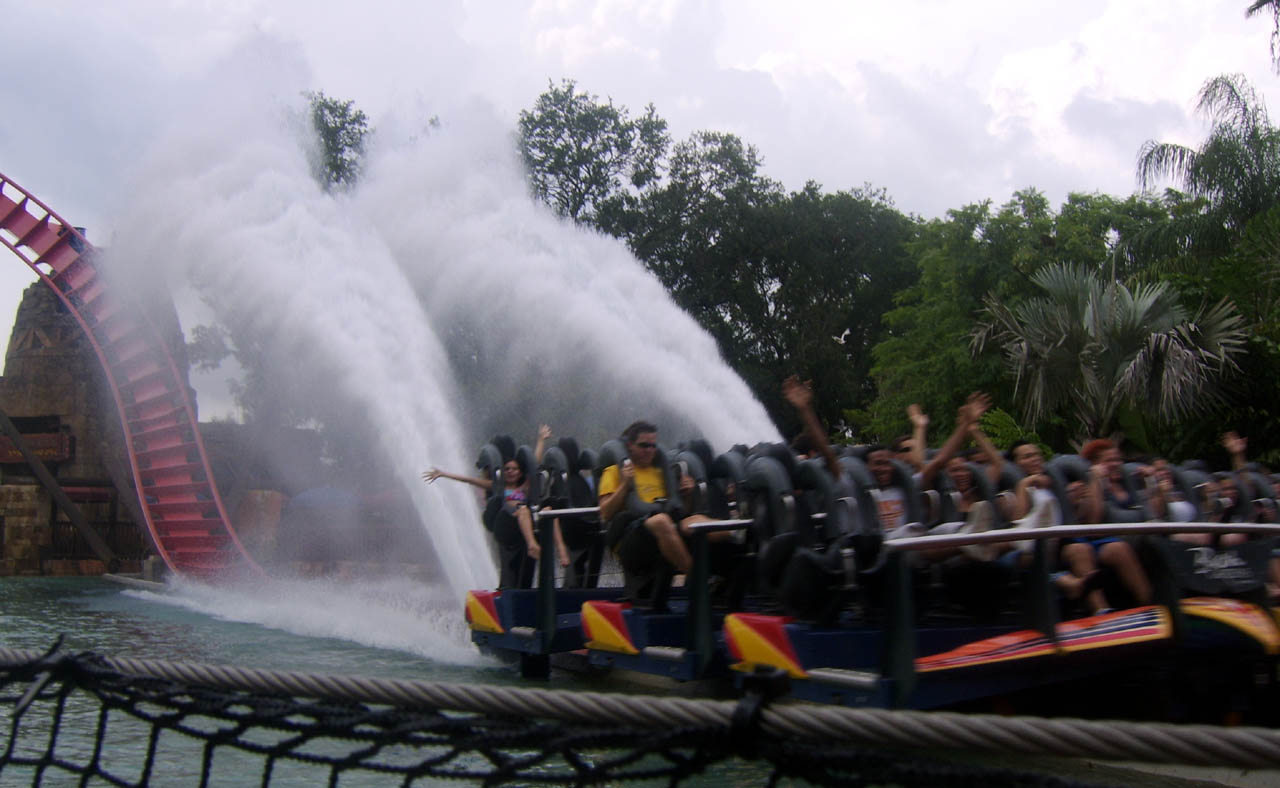
Le splach final.
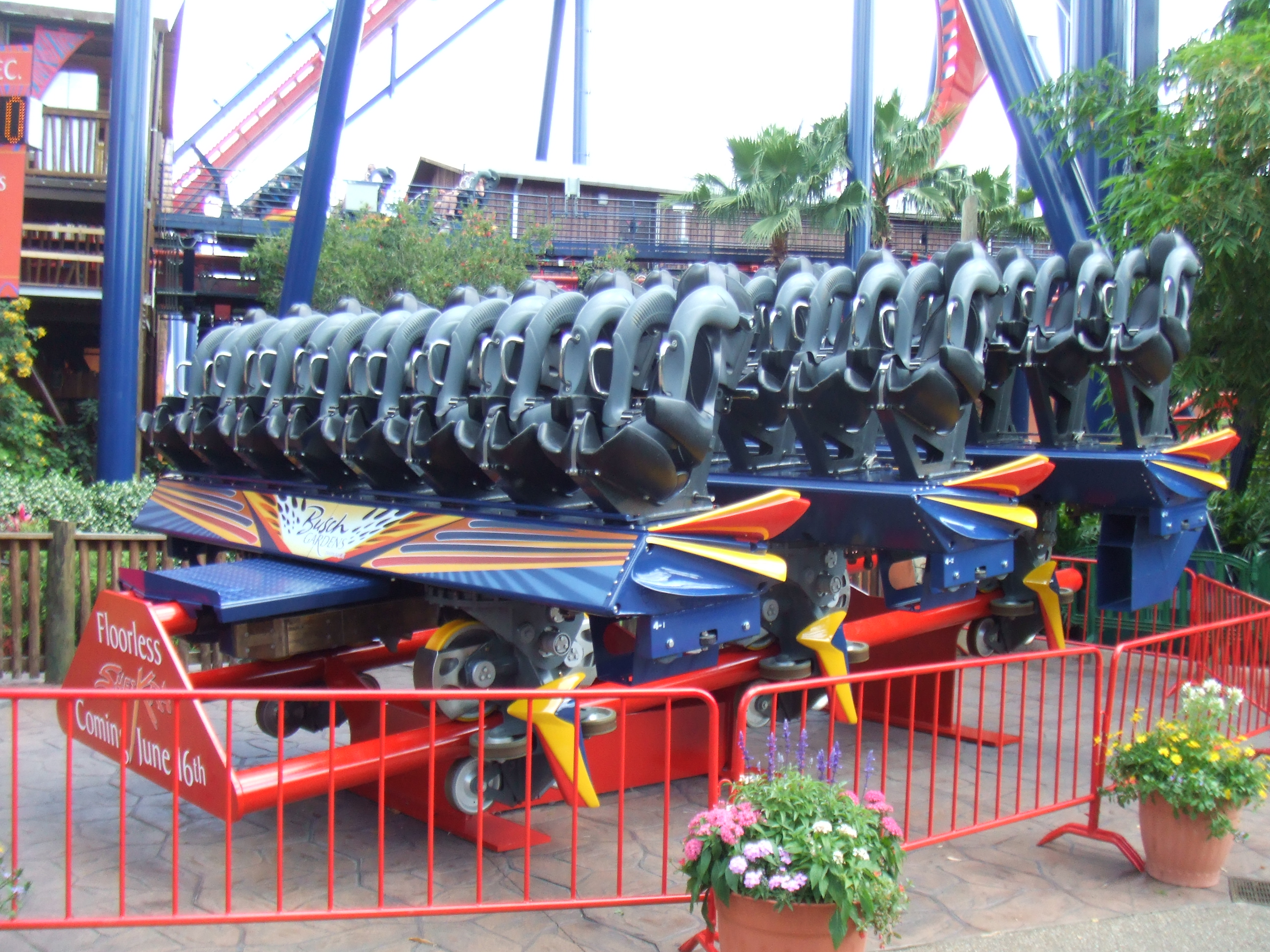
Un des nouveaux trains floorless (sans plancher).
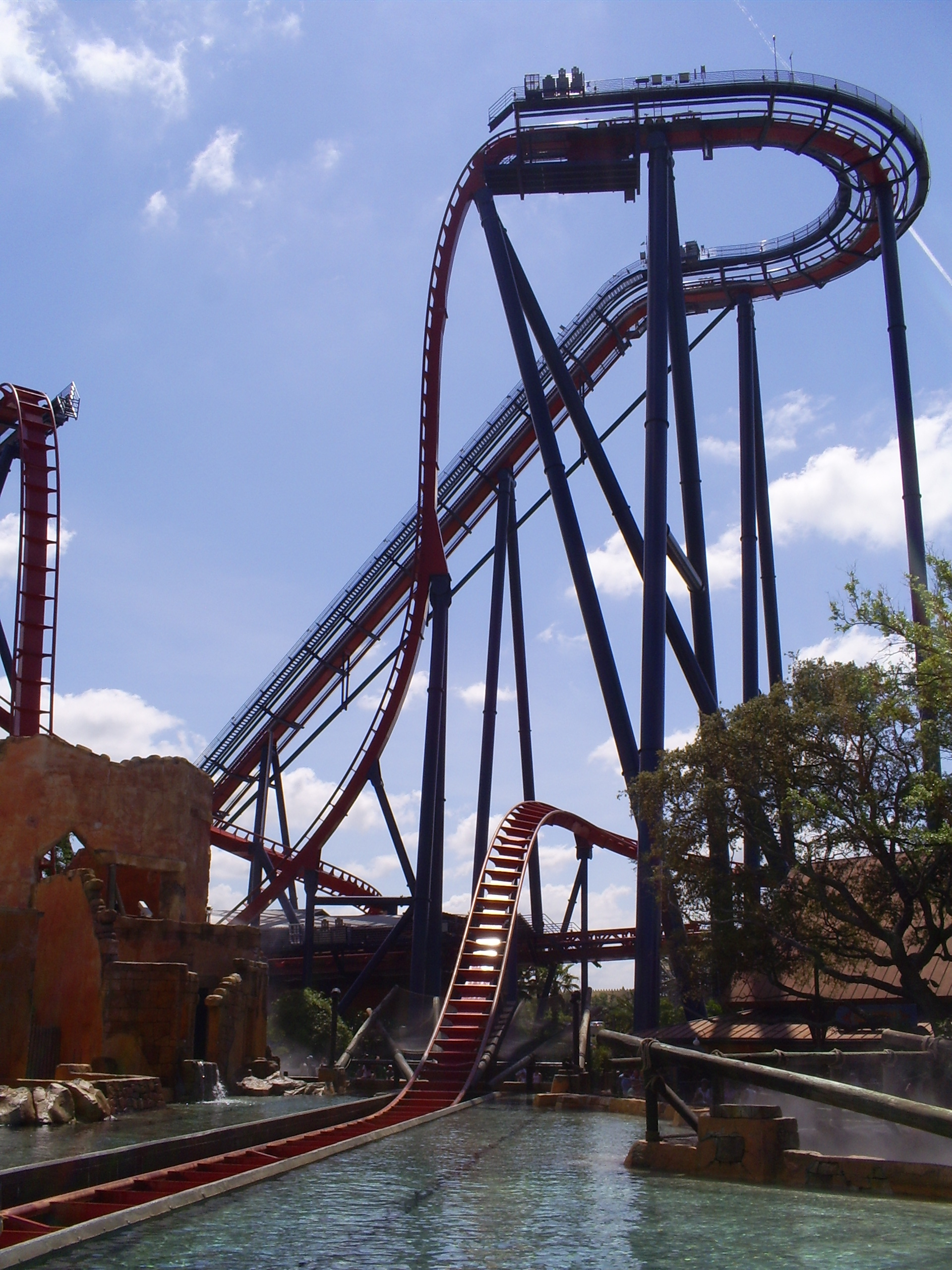
Vue depuis le splashdown.
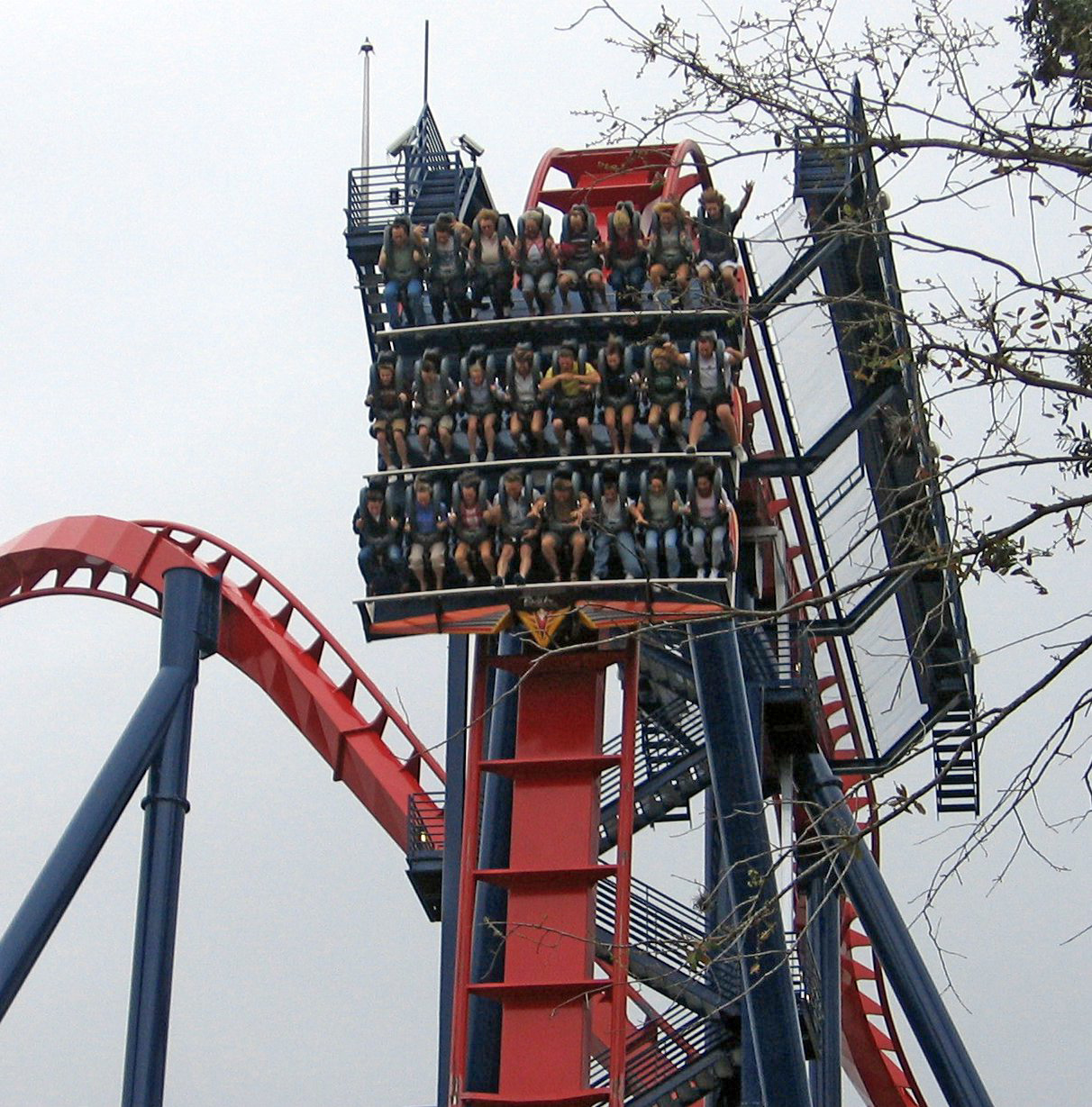
Un des trains